# 加维斯
加维斯（法語：Gavisse，法語發音：[ɡavis]；洛林法兰克语：Gawis）是法国摩泽尔省的一个市镇，位于该省西北部，摩泽尔河左岸，属于蒂永维尔区。

## 地理
加维斯（49°25'56"N, 6°17'14"E）面积4.15 平方千米，位于法国大東部大區摩泽尔省，该省份为法国东北部内陆省份，是洛林的一部分，西南接默尔特-摩泽尔省，东临下莱茵省，北与卢森堡和德国接壤。
与加维斯接壤的市镇（或旧市镇、城区）包括：摩泽尔河畔贝格、贝伦莱锡尔克、卡特农、菲克塞姆、上孔茨、马兰。

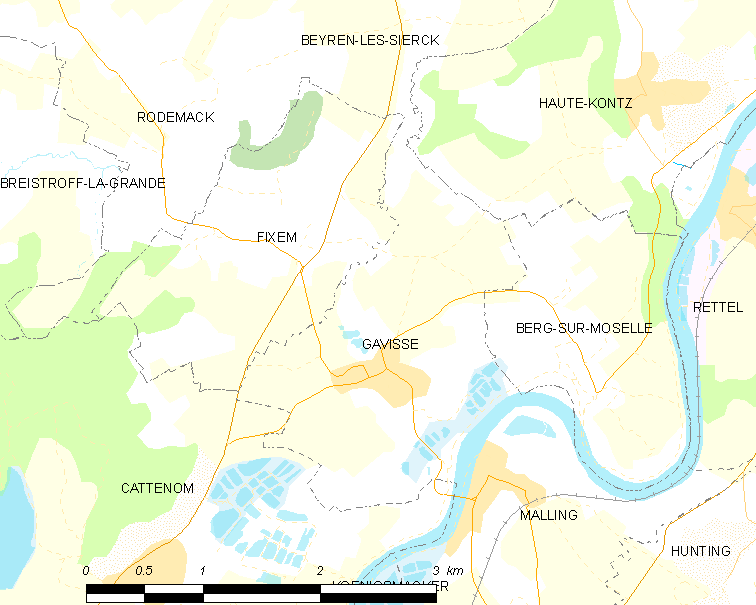
加维斯的OSM定位图

加维斯的时区为UTC+01:00、UTC+02:00（夏令时）。

## 行政
加维斯的邮政编码为57570，INSEE市镇编码为57245。

## 政治
加维斯所属的省级选区为于茨县。

## 人口

1962-2008年间加维斯人口变化图示

加维斯于2022年1月1日时的人口数量为591人。